# Fuke iskola
A fuke iskola (japán: 普化宗, fuke-sú) vagy fuke zen a japán buddhista zen tiszavirág-életű iskolája volt Japán feudális időszakában, a 13. és a 19. század között. A szekta filozófiai hátterét a különc zen mester,  Pu-hua nézőpontja, illetve a korai lin-csi és a csan vallásfilozófia - főleg Huj-neng „azonnali megvilágosodása” – jelentette.  
A fuke szerzetesek és papok (komuszó) arról voltak híresek, hogy sakuhacsi bambuszfurulyán játszottak a meditációs gyakorlatuk során, amelyet úgy neveznek, hogy szuizen („fújó meditáció”). Ez az újítás más zen szekták zazen („ülő meditáció”) gyakorlatából ered. Az emberek szemében a fuke legjellemzőbb vonása az volt, hogy a szerzetesek fejre húzott fonott kosárral és furulyázva mentek zarándokútra.
A fuke iskola elméleti hátterét a megvilágosodás szavak általi elmagyarázásának lehetetlensége adja, valamint a legfontosabb szövegeik olyan mahájána szútrák, mint a Lankávatára-szútra, a Gyémánt szútra, illetve Bódhidharma „Véráram beszéde”. Szerzeteseik ritkán kántáltak buddhista szútrákat vagy más szövegeket. A megvilágosodás kifejezésére a furulya általi zene szolgál, a honkjoku.
A szekta ma is létezik, jóllehet kevésbé szervezett formában. Évente megrendezésre kerülő találkozóikon több száz sakuhacsi zenész, rinzai és fuke érdeklődésű háztulajdonos szokott összegyűlni. Ilyen csoport például a Kjocsiku Zendzsi Hoszan Kai (KZHK) és a rokon Mjóan Társaság. Fő templomuk a Tófukudzsi és a Mjóandzsi.

## Galéria

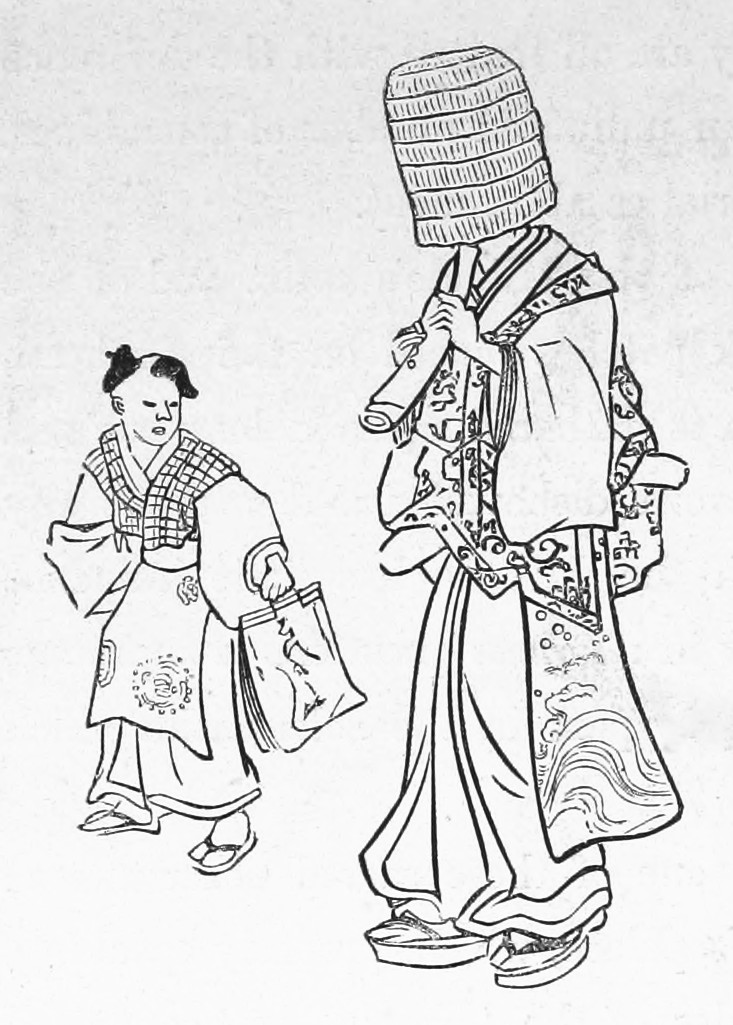
Komuszó (fuke szerzetes) fonott kosárral (天蓋 tengai vagy tengui) a fején, aki sakuhacsi furulyán játszik – J. M. W. Silver.
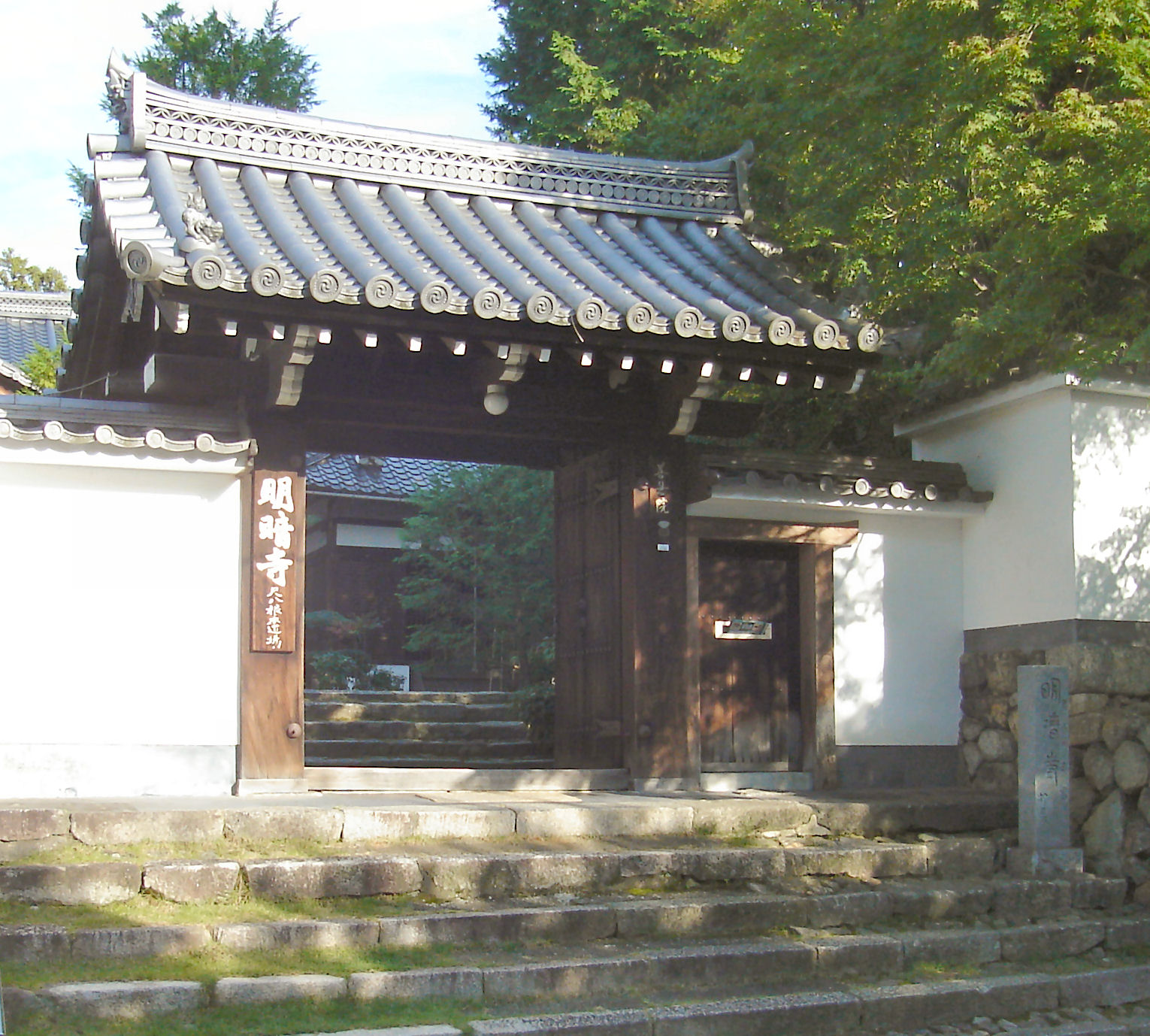
A Mjóandzsi templom bejárata Kiotóban. Ez a templom volt a fuke fő temploma. Kjocsiku Zendzsi alapította.
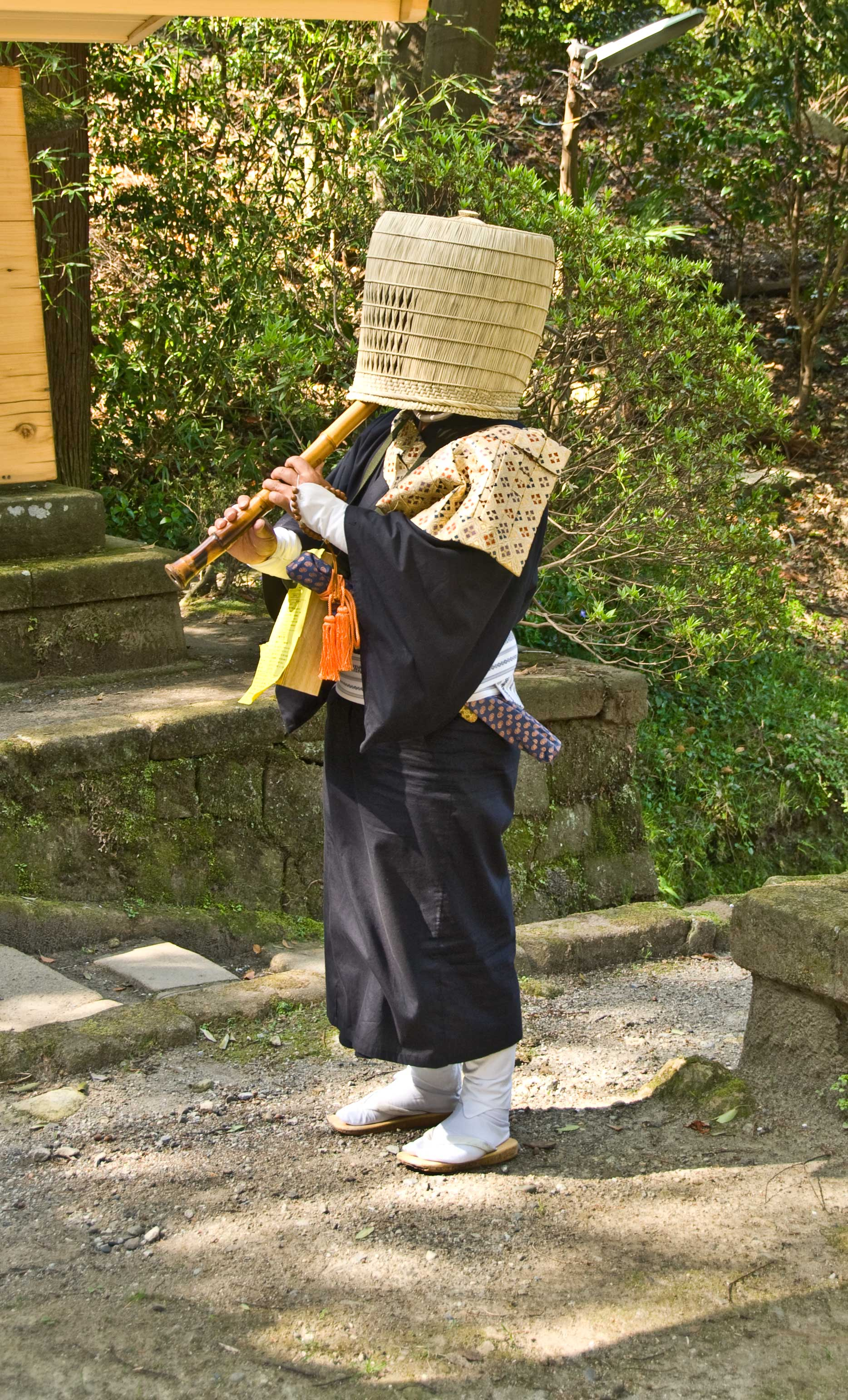
Fuke szerzetes a bambusz furulyával és a fonott kosárral